# Haut Moyen Âge

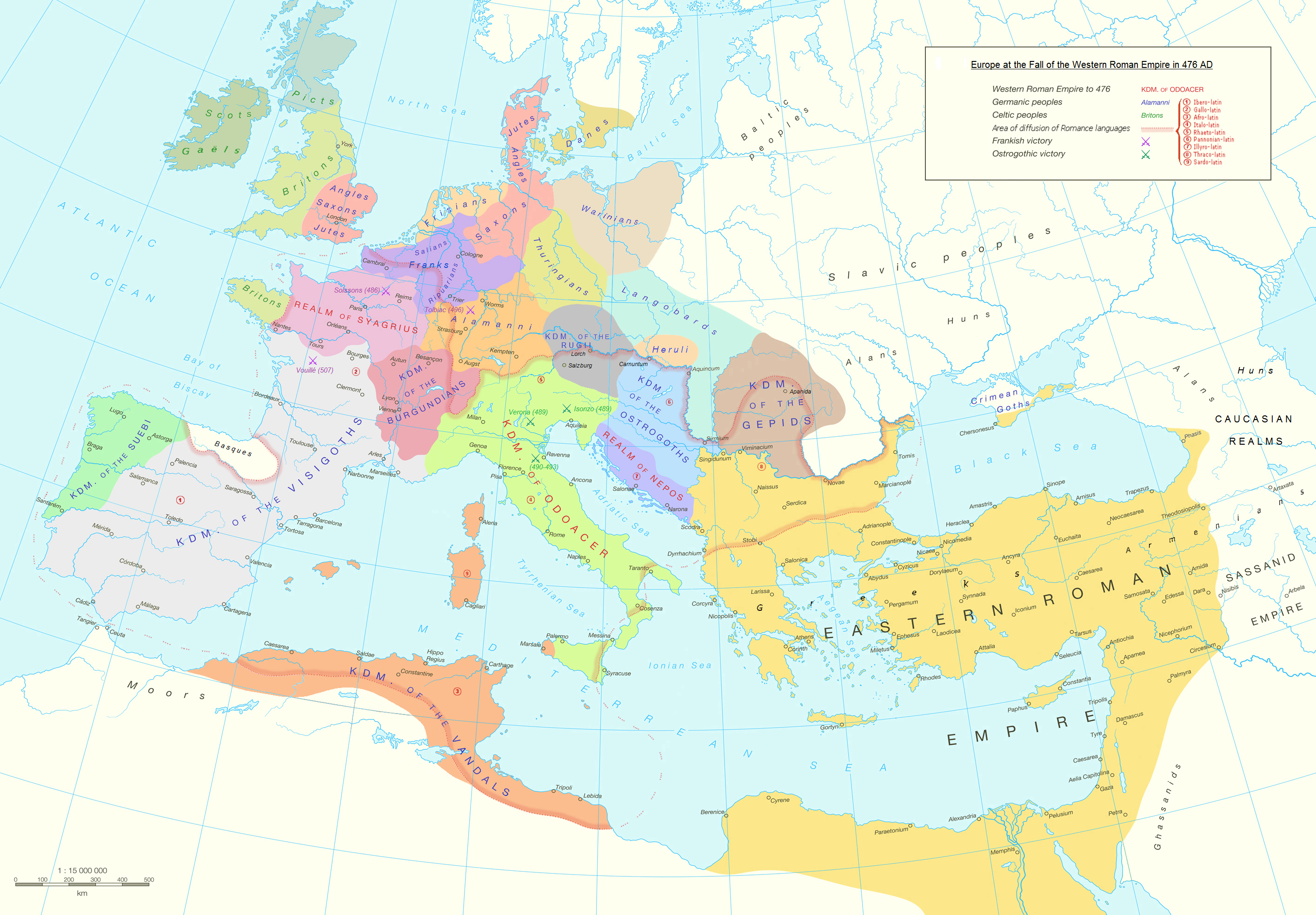
L'Europe, l'Afrique du Nord et le Proche-Orient en 476 illustrent un Ve siècle pendant lequel cet espace bascule de l'Antiquité tardive au haut Moyen Âge. C'est une période de chevauchement, de transition.

Le haut Moyen Âge ou premier Moyen Âge est une période de l'histoire comprise entre l'Antiquité et le Moyen Âge central, et dont les limites, autrefois claires mais contestées, chevauchent actuellement ces deux périodes, notamment l'Antiquité tardive.
Elle possède en outre une délimitation géographique. En effet elle n'est employée, dans sa « période haute », qu'en référence aux territoires ayant appartenu au monde romain, soit les régions d'Europe occidentale, orientale et méridionale, d'Asie et d'Afrique autour du bassin méditerranéen. Cependant, au fur et à mesure qu'on se rapproche du Moyen Âge central, cette limite s'étend progressivement bien au-delà.
Ainsi, le haut Moyen Âge est devenu depuis la fin du XXe siècle une notion aux bornes chronologiques qui ne sont plus fixées par des dates mais représentent un continuum entre l'Antiquité et le Moyen Âge central. Ses bornes géographiques ne sont plus réservées à l'Occident stricto sensu mais s'étendent à l'Orient byzantin et au monde arabo-musulman.

## Les limites du haut Moyen Âge

### Une notion qui a évolué

#### Les limites de l'historiographie traditionnelle
Dans la division traditionnelle de l’histoire en périodes, l’Antiquité s’achevait avec les invasions germaniques et la destitution du dernier empereur d’Occident, Romulus Augustule, en 476. Cette date marquait le début du haut Moyen Âge. Le Bas-Empire, qui marque la fin de l'Antiquité, a été considéré du XVIIIe siècle jusqu'au milieu du XXe siècle comme une période de décadence de l'Empire romain qui venait mourir sous la pression des invasions barbares. La date de 476 était pour les élèves occidentaux un repère utile, même si la limite restait floue en ce qui concerne l’Empire romain d'Orient, où la transition avec l'Empire byzantin n'est pas marquée par un événement aussi spectaculaire, et varie selon les auteurs de la fondation de Constantinople en 330 à l'avènement d'Héraclius en 610,.

#### Histoire d'une limite, histoire des limites du Moyen Âge
Le débat sur les limites du haut Moyen Âge, notamment son début, est à replacer dans celui qui concerne le Moyen Âge. Ainsi, et même si, au XVIIe siècle, on ne parle pas encore de haut Moyen Âge, l'historien allemand G. Horn, dans son Arca Noé (1666), donne le nom de medium aevum à la période qui s'étend de 300 à 1500 et précéde l'historia nova. Christophe Keller, dix ans plus tard en 1676 adopte cette innovation dans ses manuels à succès Nucleus historia et Historia medii aevi a temporibus Constantini magni ad Constanttinopolim a Turcis captam (1re éd. 1688 ; 2e éd. 1698).
Le débat se fait beaucoup plus précis dès 1922 : dans son article de la revue belge de philologie et d'histoire de cette année-là, Léon Leclère (1866-1944) prenait parti pour les dates de 395 et 1492 en relevant les autres possibilités (476-1453 ; 395-1492 ; 395-1517 avec les thèses de Martin Luther ; « plus loin dans le XVIe siècle... en reversant une partie du Ve siècle dans l'Antiquité » ; 476 et 1559, année du Câteau-Cambrésis - pour l'agrégation d'histoire en 1904) ; 395-1492 pour la licence es-lettre de 1907 ; mais aussi Ier siècle - XVIIe siècle pour François Picavert dans une étude de 1901. Néanmoins, il reconnaissait que « ces dates [étaient] commodes pour l'enseignement, comme pour la rédaction des programmes et des manuels [mais que] leur précision même leur [enlevait] toute valeur scientifique ».
Finalement, l'auteur accepta néanmoins celles de 395 et de 1492 « puisqu'il [fallait] choisir ». Et lorsqu'il étendit sa réflexion au Moyen Âge tout entier en prenant comme critère le type de documentation sur lequel travaillaient les médiévistes et les historiens de l'Antiquité, il choisissait non plus des dates mais des siècles et donnait une fourchette ample « vers 400 et dans le cours du Ve siècle » jusqu' « à la fin du XVe siècle ».
Ces grandes limites servent encore aujourd'hui, parfois de façon un tout petit peu plus large, notamment chez les éditeurs spécialisés comme Brepols. Celui-ci possède en effet dans sa collection de nombreux ouvrages sur le Moyen Âge avec des études bornées entre 400 et 1500, même si son site précise que « la collection Haut Moyen Âge a pour vocation de faire le point sur les acquis les plus récents de la recherche sur cette période, en publiant des ouvrages scientifiques (actes de colloques, monographies, essais) portant sur tous les aspects de l’histoire des sociétés du haut Moyen Âge occidental (Ve – XIe siècle) ». Quant à la limite de 395, elle est toujours efficiente puisque reprise de temps à autre jusqu'à nos jours.

#### Puis est apparue l'Antiquité tardive, bousculant le haut Moyen Âge
Cependant, les progrès de l'historiographie dans les années 1970-1980 ont fait bouger les lignes. Ils ont remis en cause non seulement la notion de décadence de l'Empire romain (voir les premières lignes de l'article sur l'Antiquité tardive) mais aussi le terme « d'invasions barbares » (voir le passage sur la terminologie des invasions barbares). De fait, l'Antiquité a été prolongée parfois bien au-delà des limites traditionnelles. En effet, les historiens parlèrent beaucoup plus de dissolution, de transition d'un monde à l'autre et se mirent à rechercher les éléments de continuité plutôt que de rupture.
Ainsi, Peter Brown et Henri-Irénée Marrou ont démontré l'existence d'une transition longue entre la situation de l'Empire romain au IVe siècle et celle de ces mêmes territoires au VIIe siècle. Plus précisément le premier établit comment l'univers antique, remarquablement homogène, s'est divisé en trois sociétés fermées les unes aux autres (Europe catholique, Byzance et l'Islam) entre les dates de 150 et vers 750,,,,. Robert Turcan dans son article « H. I. Marrou, « Décadence romaine ou Antiquité tardive ? », précisait que « cette période [n'était] ni l'Antiquité, ni le haut Moyen Âge », lequel était donc reporté après le VIe siècle.
L’expression « Antiquité tardive » s’est ainsi imposée après les recherches d’Henri-Irénée Marrou. La coupure entre l’Antiquité et le Moyen Âge n’était pas cette date de 476, fin de l’Empire romain d’Occident, comme l’imposaient les programmes scolaires. Entre Antiquité et haut Moyen Âge, Ferdinand Lot (1866-1952) [qui publie en 1927 « La fin du monde antique et le début du Moyen Âge»], l’avait déjà dit, il y avait une certaine continuité.
Ces historiens ont été les successeurs de plusieurs maîtres tels que : Fustel de Coulanges qui est le premier à voir une continuité entre le Ve siècle et les siècles suivants ; Aloïs Riegl, historien de l'art autrichien, qui, en 1901, dans un livre étudiant l’artisanat de l’Empire romain tardif, réhabilite la période en affirmant qu’elle n’est pas décadente et possède son unité propre ; Henri Pirenne, médiéviste belge, qui en 1937 défend la thèse d’une continuité en Méditerranée du IVe au VIIe siècle.
Aujourd'hui la tendance est toujours la même, comme le montre par exemple le titre d'un colloque du 6 au 8 décembre 2018 à l'Université de Tours, intitulé « L’Antiquité tardive dans le centre et le centre-ouest de la Gaule (IIIe – VIIe siècles) », lequel « devrait aussi permettre de mieux saisir les formes et les rythmes du passage de la société gallo-romaine classique aux mondes du haut Moyen Âge entre la fin du IIIe siècle et le milieu du VIIe siècle. »

#### Une époque commune à l'Antiquité et au Moyen Âge?
Léon Leclère remarquait déjà en 1922 qu'« au point de jonction des grandes périodes du passé, il y a des siècles mixtes » : si l’Antiquité tardive se caractérise ainsi par un mélange de traditions antiques, ce que les historiens appellent la « romanité », d’apports chrétiens et d’influences « barbares », on retrouve les mêmes caractéristiques pour le haut Moyen Âge à la seule différence que la romanité perd peu à peu sa prééminence, que la religion chrétienne n'a plus d'apport mais est incontournable dans tous les domaines de la société et que les barbares font plus qu'influencer les sociétés mais qu'ils les dirigent (plus à l'ouest qu'au Moyen-Orient).
La définition du haut Moyen Âge se retrouve dès lors plus complexe à établir. En ce qui concerne l'Antiquité tardive, « on peut plutôt parler aujourd'hui d'une période qui intéresse les médiévistes ». « En cette période charnière, les traditions se confondent imposant des regards croisés des spécialités, la collaboration des romanistes et des « altimédiévistes ». Ainsi, la chronique de Kerneis, qui comprend l'Antiquité tardive et le haut Moyen Âge couvre la période allant du IVe siècle au Xe siècle.
Aujourd’hui, l’étude du haut Moyen Âge exige le recoupement de diverses disciplines afin de mieux appréhender les variations lentes de ses éléments constitutifs à partir de l'Antiquité tardive. De très nombreux ouvrages ont souvent des sujets qui ont des bornes ayant des dates qui plongent dans l'Antiquité et qui finit au Moyen Âge comme le livre de Soazick Kerneis, « Une histoire juridique de l'Occident, le droit et la coutume (IIIe – IXe siècles), ou l'atlas historique du Moyen Âge avec comme première partie « Première partie - Antiquité tardive et Haut Moyen Âge (Ve – Xe siècle).

#### Une «nouvelle» tendance
On s'interroge aujourd'hui sur les bornes du haut Moyen Âge tant la recherche est multiforme.
L’outil pédagogique HMAOT (Haut Moyen Âge Occidental en Traduction) est une base de données bibliographique des traductions existantes. Pensé comme un outil collaboratif, il recense les traductions françaises et anglaises de textes latins mais aussi les traductions du vieil-anglais ou les textes en langue runique couvrant la période allant de la mort d’Augustin (430) à 1100.
Les recherches sur des sujets précis peuvent ainsi avoir des limites très larges. Celle sur « l'alimentation au haut Moyen Âge occidental » donne des limites aussi larges que les « IVe – Ve siècle au XIe siècle »; « Hiérarchie et stratification sociale dans l’Occident médiéval (400-1100) » ; « Compétition et sacré au haut Moyen Âge : entre médiation et exclusion (400-1100) » ; « Genre et compétition dans les sociétés occidentales du haut Moyen Âge (IVe – XIe siècle) » ; « La construction sociale du sujet exclu (IVe – XIe siècle), Discours, lieux et individus », ou encore l'ouvrage « Remi de Reims » de Marie-Céline Isaïa aux éditions du Cerf en 2010 qui bornait son étude du Ve au XIe siècle.
Les colloques peuvent aussi montrer des sujets qui empiètent sur l'Antiquité tardive comme celui sur « L’exclusion dans les sociétés du haut Moyen Âge I. Exclure de la communauté chrétienne, sens et pratiques sociales de l’anathème (IVe – XIIe siècle) ». Les publications peuvent aussi ancrer le haut Moyen Âge au Ve siècle : Les saints face aux barbares au haut Moyen Âge, Réalités et légendes.
Enfin, en Angleterre, au printemps 2016, la société English Heritage, à qui sont confiées la gestion et la mise en valeur d’une grande partie du patrimoine architectural et archéologique de l’Angleterre, s’est retrouvée au centre d’une controverse : l’organisme devait-il continuer à appeler Dark Ages (et donc à utiliser ces mots dans la signalétique des sites et monuments concernés) la période qui va de la fin de la présence romaine dans l’île vers 410 à la conquête normande de 1066 ?
Quant au grand public, on constate la même tendance. Une exposition au grand palais en 2018-2019 s'interrogeait sur « L’art du Ve au Xe siècle, fin de l’Antiquité ou Haut Moyen Âge ? ».
Mais on peut aussi trouver les exemples inverses en moins grand nombre comme l'ouvrage récent de Gérard Chouquer sur le haut Moyen Âge allant du VIe au Xe siècle.

### Les limites, scories de l'historiographie du passé appliquées à l'enseignement?
Que reste-t-il donc des limites traditionnelles du haut Moyen Âge ? Beaucoup de sources secondaires continuent à les propager, en dehors de l'évolution historiographique. On peut les noter jusque dans l'intitulé des postes de l'Université, en dehors de toute référence à la recherche. Ainsi l'Université Paris Sorbonne recherchait en 2018, un professeur d’histoire du haut Moyen Âge occidental (fin Ve siècle-fin IXe siècle) soit un possible 476-888.
On peut aussi les noter dans le dossier sur le Moyen Âge chez Larousse (476-1492) : mais aussi chez les éditeurs spécialistes de l'éducation avec cependant une présentation littéraire plus floue chez Hachette-éducation puisque le haut Moyen Âge « [s'ouvre] par les invasions barbares, […] s'achève avec la désagrégation de l'empire carolingien » et on peut ainsi se demander quand commencent les invasions barbares et quand finit la désagrégation de l'empire carolingien ? Aucune date ne peut fixer dans le temps ces notions.
Les programmes scolaires d'aujourd'hui s'adaptent aussi à l'historiographie actuelle. Au collège, on commence l'étude du Moyen Âge par Byzance et l'Europe carolingienne dans un vaste chapitre qui va du VIe au XIIIe siècle. La notion de haut Moyen Âge n'est pas abordée et les « dates repères » de 2008 ont été abandonnées (622 : Hégire et début de l’ère musulmane ; 800 : couronnement impérial de Charlemagne ; 1054 : excommunication mutuelle du pape et du patriarche de Constantinople). Seuls les sites de cours en ligne conservent les dates de l'historiographie passée. Pour Maxicours le Moyen Âge débute avec la chute de l'Empire romain d'Occident et s'achève à la fin du XVe siècle, avec la découverte de l'Amérique en 1492 et « L'Antiquité s'étend depuis l'apparition de l'Écriture jusqu'à la chute de l'Empire romain d'Occident en 476 » mais ne mentionne pas cette date dans la liste ; Pass Éducation mentionne la dislocation de l'Empire romain au Ve siècle et passe directement sur le baptême de Clovis en 496 ; Superprof : dislocation de l'Empire romain et 496 : baptême de Clovis ; 622 : Hégire ; 800 : couronnement de Charlemagne ; 987 : avènement d'Hugues Capet.
Des sites académiques présentent des dates pour le Diplôme National du Brevet, lequel demande de savoir « Maîtriser différents langages pour raisonner et utiliser des repères historiques et géographiques » (Programme de la classe de Sixième : Ve siècle, dislocation de l'Empire romain ; programme de Cinquième : 622, Hégire (début de l'ère musulmane) ; 800, couronnement de Charlemagne…).
On pourra noter aussi que dans les programmes du collège, notamment au cycle 4, dans celui de l'histoire des arts, les thématiques et objets d’étude possibles comprennent « 1. Arts et société à l’époque antique et au haut Moyen Âge ».
Quant au cycle 3, à l'école primaire, les élèves étudient un long continuum « Celtes, Gaulois, Grecs et Romains : quels héritages des mondes anciens ? » jusqu'à la christianisation de la Gaule dont « le processus (…) se poursuit jusqu’au VIe siècle, voire jusqu’aux VIIe et VIIIe siècles dans certaines zones rurales, au sein de la Gaule mérovingienne. Il relève donc bien d’une longue durée. L’alliance conclue entre l’Église catholique et les rois mérovingiens favorise la dynamique du royaume des Francs ». Même chose pour « les grands mouvements et déplacements de population » dont on remarquera que ce titre épouse l'historiographie actuelle (on ne parle plus d'invasions barbares).
« L’étude des « grands mouvements et déplacements de population » recouvre les siècles de l’Antiquité tardive et des débuts du Moyen Âge. Depuis l’époque gauloise, les populations de l’est et du nord de l’Europe migrent par vagues en direction de l’ouest. À partir du IIIe siècle (et même dès le IIe siècle), quelques-unes s’installent sur les frontières et à l’intérieur de l’Empire romain. Elles fournissent à l’armée romaine chefs et soldats. Au cours du Ve siècle, ces migrations s’accélèrent ». « Clovis et Charlemagne, Mérovingiens et Carolingiens [sont] dans la continuité de l’Empire romain ».
« On n’oublie pas d’expliquer aux élèves qu’à partir du IVe siècle, des peuples venus de l'est, notamment les Francs et les Wisigoths, s'installent sur plusieurs siècles dans l'Empire romain d'Occident, qui s'effondre définitivement vers la fin du Ve siècle. Clovis, roi des Francs, est l’occasion de revisiter les relations entre les peuples dits barbares et l’Empire romain, de montrer la continuité entre mondes romain et mérovingien, dont atteste le geste politique de son baptême. Charlemagne, couronné empereur en 800, roi des Francs et des Lombards, reconstitue un Empire romain et chrétien ».
La notion de haut Moyen Âge n'est pas présentée en tant que telle (ni même celle d'Antiquité tardive), mais on présente bien un continuum qui regroupe donc l'Antiquité tardive et le haut Moyen Âge.

### Une notion historique délimitée par la géographie

L'Europe, l'Afrique du Nord et l'Asie occidentale aux s.

#### Une restriction à l'Europe, au Moyen-Orient et à l'Afrique du Nord
Les atlas historiques permettent de s'en faire une idée plus précise : elle est définie à partir de l'Empire romain avant 395, date de son partage, par une zone géographique qui englobe les régions d'Europe et du Maghreb lors des invasions barbares auxquelles il faut rajouter les zones géographiques d'Europe, du Proche et Moyen-Orient sous domination byzantine ; celles du Proche et Moyen-Orient et d'Afrique du Nord lors de l'expansion de l'islam mais aussi les zones géographiques d'Europe lors de l'expansion du christianisme (l'Europe de l'Ouest, centrale, du Nord mais aussi la Rus' de Kiev et l'Islande).

#### La possible inclusion de l'Asie?

##### Un haut Moyen Âge japonais?
L'Asie est incluse dans le Petit Atlas historique du Moyen Âge intitulée « Première partie - Antiquité tardive et Haut Moyen Âge (Ve – Xe siècle), fiche 7 : l'Asie aux Ve – Xe siècle ». On y découvre le Japon et l'ère du Yamato (Ve – VIIe siècle).
À l'inverse, dans l'Histoire du Japon. Des origines à nos jours, l'histoire de ce pays est divisée en périodes et son haut Moyen Âge correspond au XIIe siècle européen. De même que dans le livre de Pierre-François Souyri, Histoire du Japon médiéval. Le monde à l'envers. Le Petit Atlas historique du Moyen Âge serait donc l'exception qui confirme la règle.

##### Un haut Moyen Âge chinois?
L'histoire de la Chine, quant à elle, se divise aussi par période. En comparaison avec l'abondante bibliographie qui concerne l'Occident et l'Orient byzantin et arabo-musulman, extrêmement rares sont les ouvrages qui parlent de haut Moyen Âge chinois. Le Dictionnaire biographique du haut Moyen Âge chinois et Le haut Moyen Âge chinois : Histoire générale de la Chine (220-589), sont de ceux-là, . On peut aussi ajouter une conférence intitulée « visions religieuses pendant le haut Moyen Âge chinois » de Robert Ford Campany mais qui traite notamment du Classique des rites de la période Han (206 av. J.-C. à 220 environ) et du Pratyutpanna samādhi sutra (Banzhou sanmei jing, T 418), traduit entre 179 et 208 ap. J.-C. Le haut Moyen Âge chinois ne correspond pas au haut Moyen Âge « européen ».
Les limites temporelles semblent peuvent être différentes. Alexis Balmont dans son livre, Le christianisme chinois du haut Moyen Âge: Recherche historique, philologique et théologique sur les textes chrétiens chinois du VIIe au Xe, les définit bien postérieurement et reprend plutôt celle du haut Moyen Âge occidental. 

### La fin du haut Moyen Âge
Déterminer la fin du haut Moyen Âge pose peut-être plus de problèmes que son début. En effet les historiens cités plus haut, discutent plutôt sur le Terminus ad quem de l’Antiquité tardive ou le Terminus post quem du haut Moyen Âge.
En ce qui concerne l’occident, la limite est plus simple car le passage de cette période au Moyen Âge classique XIe-XIIIe s. est marqué par la naissance de la féodalité. Bien que progressive, celle-ci est accompagnée d’événements importants : La mort du dernier empereur carolingien (888) et/ou le début du règne d’Hugues Capet (987) ainsi que le début de l’empire ottonien (962) mais aussi le début du monde anglo-saxon (1066). Mais ces limites ne sont que des points de repères car la fin du haut Moyen Âge n’est pas vraiment discutée. On ne retrouve ainsi dans les ouvrages précédents que l’inclusion d’évènements à l’intérieur de chapitres qui concernent le haut Moyen Âge. Ainsi Jean-Marc Albert dans son « Petit Atlas historique du Moyen Âge » inclus dans sa première partie « Antiquité tardive et haut Moyen Âge (Ve-Xes.) », dans sa fiche 3 (p.16-19), la naissance de l’empire byzantin avec le règne de Basile II (970-1025) et dans sa fiche 5 « Naissance et diffusion de l’islam (p.24-27), la révolution abbasside (750-1055), la prise de Bagdad par les Perses (945) ainsi que la prise de pouvoir par le Seldjoukide Toghril Beg qui dépose le calife en 1055. Geneviève Bührer-Thierry et Charles Mériaux parlent du dernier capitulaire carolingien en 884, du « [développement de] l’autonomie et [de] la régionalisation de l’aristocratie » dans les années 880 (p.547) et arrêtent leur étude sur la France avant la France avec Charles III le Gros qui n’exerce plus en 887 mais qui sera remplacé par un nouveau roi non carolingien en janvier 888. Mais cela ne concerne que la Francie occidentale.
Comme nous pouvons le constater, si nous prenons en compte le monde anglo-saxon, l’Europe continentale, l’empire byzantin et le monde musulman, la fin du haut Moyen Âge s’étale entre la fin du Xe siècle et le milieu du XIe s.

## L'histoire du haut Moyen Âge

### Antiquité tardive
La date symbolique de 476, retenue pour marquer la frontière entre l'Antiquité et les « Temps nouveaux », correspond à la déposition du dernier empereur romain d'Occident. Cette frontière est artificielle car, les événements qui ont précipité la chute de cet empire, lequel devait sembler éternel à ses contemporains, ont commencé bien avant, avec les grandes migrations qui se sont produites dès le IIIe siècle aux frontières.
Le monde, pour les Romains, est divisé en deux : d’un côté le monde civilisé, soit l'Empire romain, et de l'autre le barbaricum, les barbares, qui se trouve au-delà du limes, dans les zones non conquises, comme la Germanie. Néanmoins, ces espaces ne vivent pas en s'ignorant. Rome attire les barbares pour sa richesse et ils entretiennent souvent des relations belliqueuses. Mais l'Empire romain réagit en renforçant le limes, et réorganisant sa politique au moyen de tétrarchie à la fin du IIIe siècle ap. J.-C. Cependant, il n'y a pas que des affrontements aux frontières. Ainsi, dans les régions proches du limes, comme la zone du Rhin, il y a une forte dynamique commerciale de même qu'un mélange culturel. « Les barbares tendent à se romaniser, comme les Romains à se barbariser » ce qui contribue aussi, à l'exportation de la religion chrétienne dans ces zones non romaines, essentiellement sous la forme arienne qui prévaut à l'époque. En somme, l'Empire romain n'est pas hermétique, il y a beaucoup d'échanges entre barbares et Romains tant sur le plan culturel, économique que politique.
À la fin du IVe siècle, les pressions exercées par les peuples germaniques sur le limes se font de plus en plus fortes, poussés eux-mêmes par une menace plus importante, les Huns. En 376, les Goths, et leur chef chef Fritigern franchissent le Danube et s’installent en Thrace, avec l'autorisation de l'empereur Valens qui y voit une source de nouvelles recrues pour la guerre contre les Perses. Puis c'est au tour de l'enfant Videric, héritier du royaume ostrogoth, accompagné de sa suite armée (dont l’Ostrogoth Alatheus et l’Alain Saphrax), qui se présente à son tour sur le Danube pour demander asile. Mais les autorités romaines lui refusent le passage. Profitant d’un moment d’inattention de la flotte romaine, il parvient cependant à passer le fleuve. Enfin, Athanaric se réfugie (ou est invité), lui aussi, à Constantinople par Théodose 1er. En dehors de l'exemple des Goths, d'autres peuples vont entrer petit à petit dans l'Empire et, pour certains comme les Vandales, les Wisigoths, vont prendre la forme d'une armée errante cherchant à se stabiliser.
En 392, la religion officielle de l'Empire romain devient le christianisme nicéen. Certains germains s'intègrent très bien à la culture romaine, comme Arbogast, un Franc, qui a fait une carrière militaire, et est devenu un des proches conseillers de l'empereur romain Théodose à la fin du IVe siècle. Ils entretiennent néanmoins avec les empereurs des relations instables qui peuvent aller de l'entente à la discorde, avec des conséquences désastreuses comme le sac de Rome en 410 par Alaric. Pour stabiliser ces populations, les empereurs vont conclure des traités qui leur donnent une terre en échange d'engagements militaires. Ils deviennent des troupes fédérées et cette solution s'avérera efficace.

### Chute de l'Empire romain en Occident, persistance en Orient
Après la division de l'Empire romain, en 395, et à partir de 450, la situation se dégrade : les empereurs romains se succèdent rapidement, du fait d'une instabilité politique. Cette succession rapide s'explique par le fait que beaucoup de généraux destituent les empereurs quand ils ne vont pas dans leur sens. Ces militaires, ces chefs, dont un nombre important sont issus de peuples germains prennent de plus en plus de libertés et s’émancipent du pouvoir impérial en se constituant des royaumes à l'intérieur de l'empire. Mais, bien loin de remplacer la culture romaine ou gallo-romaine, celle-ci se maintient. Les Germains sont beaucoup moins nombreux et déjà romanisés, ayant notamment pour certains été éduqués à Rome. La plupart restent d'ailleurs fidèles à l'empereur, afin de nouer des relations avec l'aristocratie romaine locale et ainsi légitimer leurs trônes au delà de la disparition du pouvoir romain en Occident. Ces nouveaux rois germains en Gaule, en Italie, en Hispanie continuent néanmoins de reconnaître, en théorie, le pouvoir de Constantinople. 
En Orient, donner le contexte chronologique et géographique importe pour bien décrire cette période historiographique : la persistance de l'Empire romain d'Orient, puis son évolution progressive vers un hellénisme chrétien de langue grecque, laisse entendre une coexistence avec l'Antiquité tardive en Orient. Cet empire est un verrou oriental de l'Europe sous la protection de l'armée et de la flotte romaine, au moment où se développent les premières caractéristiques de ce que sera le Moyen Âge dans les premiers royaumes instaurés en Occident. Constantinople, ancienne Byzance, finira épuisée économiquement et démographiquement par son dessein de restaurer l'ordre impérial ancien sur Mare Nostrum et sera même assaillie par ceux qu'elle protégeait (la 4e croisade en 1204, menée par les Vénitiens, se termine par le sac de la ville). Lorsque Constantinople tombe en 1453, l'Europe amorce une nouvelle époque historique.
Odoacre est proclamé le 23 août 476 roi des Hérules (un peuple germanique) par ses troupes. Il occupe Ravenne le 4 septembre 476 et dépose le dernier empereur d'Occident, Romulus Augustule, qui est exilé en Campanie. Odoacre renvoie ensuite les insignes impériaux à Byzance, pour que Zénon le reconnaisse comme patrice. Zénon le renvoie à l’empereur légitime d’Occident, Julius Nepos, alors réfugié en Dalmatie. Odoacre refuse et les choses en restent là. En apparence, Odoacre gouverne au nom du seul empereur d'Orient, il devient roi d'Italie. En fait, l’Empire romain d'Occident a cessé d’exister.

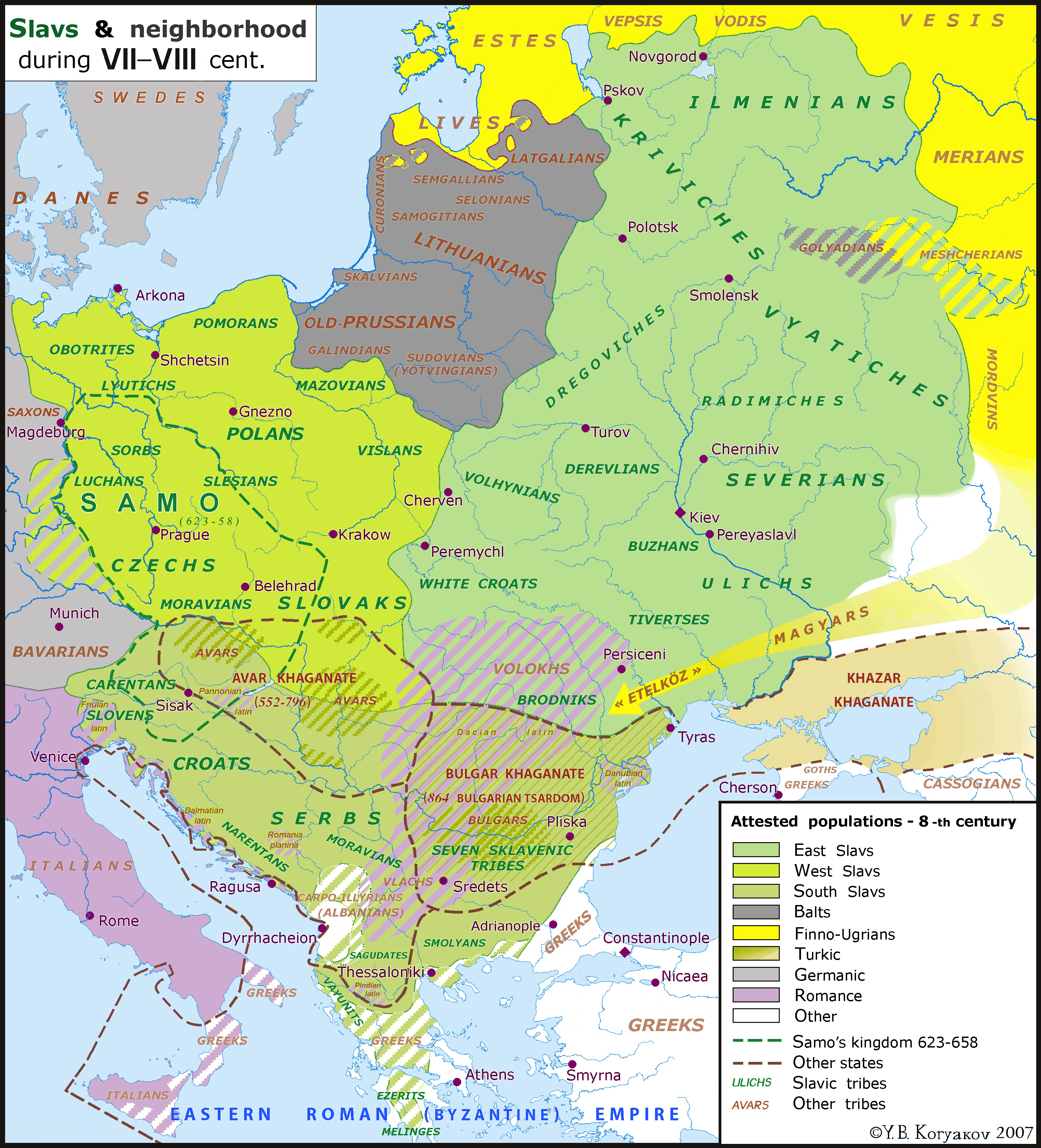
Implantation des peuples slaves (nuances de vert) au VIIIe siècle, y compris dans la partie européenne de l'Empire d'Orient qui transmettra aux serbes, aux bulgares et aux slaves orientaux son art, sa religion, ses rituels, et créera pour eux un alphabet.

En Orient, la Romania ne connaît pas de discontinuité dans l'histoire de l'Empire. Seul l'Empire romain d'Occident a disparu, remplacé par des royaumes germaniques. L’Empire romain d'Orient (que nous appelons « Empire byzantin » depuis 1557) se caractérise par sa longévité : il puise ses origines dans la fondation de Rome, et la datation de ses débuts change selon les critères choisis par chaque historien. L’avènement de Dioclétien en 284, la fondation de Constantinople par Constantin Ier en 330 ou la division de l’Empire romain, sont parfois cités. Plus dynamique et stable que la moitié occidentale, l’Empire d’Orient est et se revendique comme indubitablement romain, mais aussi chrétien, même si progressivement, dans ses villes et sur ses côtes la langue grecque se substitue à la langue latine. En 476, à la chute de l'Empire romain d'Occident, l'Empire byzantin devient l'unique successeur de l'Empire romain en place,.
Mêlant des éléments provenant directement de l’Antiquité avec des aspects innovants, l’Empire d'Orient, héritier d’une riche culture gréco-romaine, devient le siège d’une culture originale qui déborde bien au-delà de ses frontières, lesquelles sont constamment assaillies par des peuples nouveaux. Tenant d’un universalisme romain, il parvient à s’étendre sous Justinien Ier (empereur de 527 à 565), retrouvant une partie des antiques frontières impériales, avant de connaître une profonde rétraction.
À partir du VIIe siècle, l’Empire d'Orient, présent non seulement dans les Balkans et en Anatolie de traditions grecques, mais aussi en Italie, dans le sud de l'Hispanie et en Afrique du nord de traditions latines, va profondément influencer un monde nouveau, principalement germanique en occident et slave en orient. Cependant, tout en l'imitant et en adoptant le christianisme nicéen, les nouvelles puissances émergentes, comme l'Empire carolingien et la Russie kiévienne, vont contester son autorité universelle. Le processus mènera la république de Venise, elle-même issue du giron romain d'Orient, à détourner sur Constantinople la quatrième croisade en 1204. S’il renaît en 1261, l'Empire est affaibli et divisé en plusieurs états isolés par la séparation des Églises d'Orient et d'Occident, qui ne peuvent résister aux envahisseurs ottomans ni à la concurrence économique des républiques italiennes (Gênes et Venise). La chute de Constantinople en 1453 marque sa fin.[non pertinent]
Qualifié d’« archaïque » ou de « déclinant » dans l’historiographie ancienne, parfois empreinte de mishellénisme, l’Empire romain d'Orient a fait preuve d’une remarquable capacité d’adaptation face aux évolutions du monde qui l’entoure et aux menaces qui l’assaillent constamment, souvent sur plusieurs fronts. Il parvient habilement à user de la diplomatie autant que de la force pour contenir ses ennemis. Sa situation exceptionnelle, au carrefour entre l'Orient et l'Occident, entre monde méditerranéen et bassin pontique, lui a permis de développer une économie dynamique, symbolisée par sa monnaie, souvent utilisée bien au-delà de ses frontières. Même lors de son déclin à partir de 1204, il préserve une vivacité culturelle qui favorise l’émergence de la Renaissance en Occident, où, dans les siècles de guerres vont suivre, se dégagent de nouvelles forces : royaumes francs, sédentarisation des peuples germaniques et territoires islamiques (en Occident, voir al-Andalus ; pour la province d'Afrique : Ifriqiya). L'unité du monde romain, la Pax Romana, devient l'un des mythes qui inspireront longtemps le monde occidental, attendant que survienne une forme de résurgence (voir Occident chrétien). La date symbolique de 476 a eu un retentissement considérable pour la civilisation occidentale qui se réclame de la culture latine.

### Royaumes germains
L'Empire romain d'Occident va se fragmenter pour donner différents royaumes barbares. Certains vont être éphémères, d'autres vont durer davantage.

#### Des royaumes éphémères
Ce fut le cas pour le royaume ostrogoth (493-553). L'empereur Zénon, voyant un danger en le royaume hérule en Italie, y envoya Théodoric qui défit Odoacre en 493 et installa son propre royaume ostrogothique, ce que Zénon n'avait pas prévu. Trente ans plus tard, son royaume tomba par la reconquête de Justinien. Le royaume vandale en Afrique connut le même sort (435-534).
Les royaumes burgonde (413-534) et alaman (306-470) furent, eux aussi, éphémères et furent conquis par les Francs.

#### Des royaumes durables
Certains royaumes barbares arrivent à se fixer dans le temps, comme le royaume wisigoth en Espagne. Il connut une période trouble sur le plan politique, mais arrive à se renforcer (en se convertissant par exemple au christianisme, en sacralisant le pouvoir royal...) et chasser les Byzantins hors du royaume. Cependant, le pouvoir royal va devenir, peu à peu, l'enjeu de factions aristocratiques, ce qui facilitera la conquête de l'Espagne par les musulmans en 711. Il en est de même pour le royaume lombard, qui s'installe en Italie. C'est en fait un ensemble de duchés qui va, peu à peu, repousser la présence byzantine et s'installer de façon durable, et contribuer au morcellement de la péninsule.
Le royaume anglo-saxon (voir Histoire de l'Angleterre anglo-saxonne) est plus particulier. C'est le point de rencontre de nombreux peuples comme les Frisons, les Angles, les Jutes et les Saxons, ils constituèrent de nombreux petits royaumes. Au VIIe siècle, ils se fixèrent au nombre de sept. Ils purent parfois se doter d'un roi commun (le Bretwalda). Ce royaume fut marqué par une dynamique d'unification.

#### À la recherche de stabilité
Les rois de ces royaumes cherchèrent la stabilité, elle passa par différents moyens :
- l'association avec la noblesse locale, seulement pour cela il fallait partager une même religion. La plupart des rois barbares s'étaient convertis à l'homéisme, doctrine chrétienne selon laquelle le Père est semblable au Fils dans la Trinité, proche de l'arianisme, les gens de la noblesse au christianisme nicéen (conforme aux canons du concile de Nicée et condamne l'arianisme). Les barbares vont se convertir au christianisme nicéen pour former l'unité religieuse de leurs royaumes ;
- la mise en place de lois écrites, comme le code d'Euric chez les Wisigoths. Reprise du droit romain qui était un droit écrit, unification juridique ;
- la construction d'une identité commune à travers les historiæ gentium ;
- la légitimation de leurs pouvoirs en reprenant des insignes impériaux comme le manteau pourpre, ou la mise en scène du pouvoir dans les palais. Ils se placent ainsi comme chef de leur peuple et rois des populations d'origines romaines ;
- la reprise par les rois barbares du système administratif romain dont le maillon central était constitué par les comtes. On insère aussi les évêques dans cette administration.

Cependant il reste un obstacle à la stabilité : la succession. Par exemple pour les royaumes burgonde et franc, le territoire était partagé entre les fils du roi. Chez les Wisigoths, le roi était élu.

#### Dynasties du royaume franc
Dans cette période, on voit le royaume franc se construire autour de deux dynasties : les Mérovingiens puis les Carolingiens.
L'Empire d'Occident sera relevé par Charlemagne en 800. Il aura fallu plus de trois siècles pour qu'un Germain ose prendre le titre impérial romain[réf. nécessaire].

## Des âges «sombres»?
La perception d'un « âge sombre » pour décrire cette période est très largement issue d'une vision orientée de description de l'histoire qui s'est développée du XIIe au XIXe siècle avec Gibbon qui en fit une synthèse. Les historiens actuels ne tirent plus ni bien ni mal de la perception de la fin de l'Empire romain.
Plutôt que percevoir l'histoire comme de grands mouvements en progrès (lire renaissance) ou en régression (âges sombres), la perception actuelle est que, selon les régions et les circonstances, des expériences sont à l'œuvre ; certaines sans lendemain et d'autres décisives.
L'isolement des îles britanniques pendant près de 400 ans a mené à une forme particulière concernant cette expression, mêlant faits historiques et légendes apposées sur les événements (lire âges sombres de l'île de Bretagne).

## Une nouvelle ère

### Des cultures nouvelles

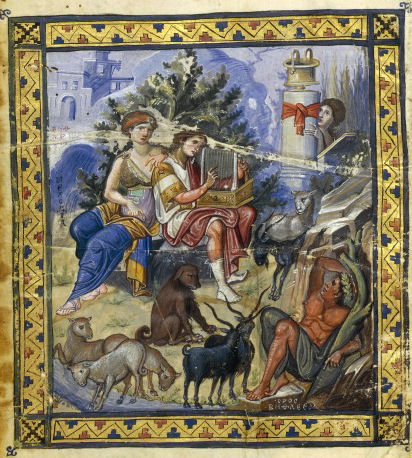
Enluminure du Codex Parisianus, brillant témoignage de la renaissance culturelle byzantine du Xe siècle.

Dans le contexte de la formation d'une culture différente du passé romain, honni par le pouvoir religieux dont il est issu en Occident (rejet du paganisme, du stoïcisme et de l'épicurisme, basculement brusque d'une situation de secte religieuse martyrisée à celle d'une religion d'État), l'Empire byzantin persiste à être un foyer culturel du monde antique, bien qu'il s'hellénise et se détourne graduellement de la culture latine. Il constitue donc un vecteur de persistance, si ce n'est de transmission, de l'héritage grec et de la philosophie antique, à un moment où, sur les terres d'Occident, se développe la scholastique médiévale, seul mode de pensée émanant de la théologie qui y soit tolérée : à ce moment, la philosophie médiévale en cours d'expérimentation se perd dans des conjectures de question / réponse.
- aspects culturels :
  - entrants : civilisation germanique | civilisation romaine ;
  - évoluant : art des migrations, avant l'art hispano-mauresque (711>) ;
  - art préroman : exemple : art préroman en Espagne.

#### Fragilité des nouveaux pouvoirs
Amenés à composer avec les nouveaux venus, à la suite de leurs démonstrations de force, les deux empires romains livrent des titres aux vainqueurs : comme les rois des peuples germaniques, Attila lui-même est nommé Magister militum. Au sortir des grandes invasions et une fois l'Empire romain d'Occident disparu, les rois des peuples germaniques, sédentarisés sur les terres de l'Europe de l'Ouest, poursuivent leur autorité sans la délégation romaine.
Le pouvoir royal est fragile durant l'établissement de ces premiers royaumes ; les titres de noblesse sont attribués aux plus braves guerriers, et ne sont pas héréditaires. Ce sont les bénéfices, et les honors. Les bénéfices sont des terres concédées par un seigneur à son vassal pour le prix de sa fidélité. Les honors sont des charges honorifiques et publiques auxquelles sont adjoints une terre et un revenu. Il suffit d'une défaite à la bataille pour que l'aristocratie dominante d'une terre soit laminée, ce qui arrive pour nombre d'entre eux ; de plus, l'absence d'institutions étatiques rend aisés les conflits de succession et les trahisons fomentées dans l'ombre du trône.

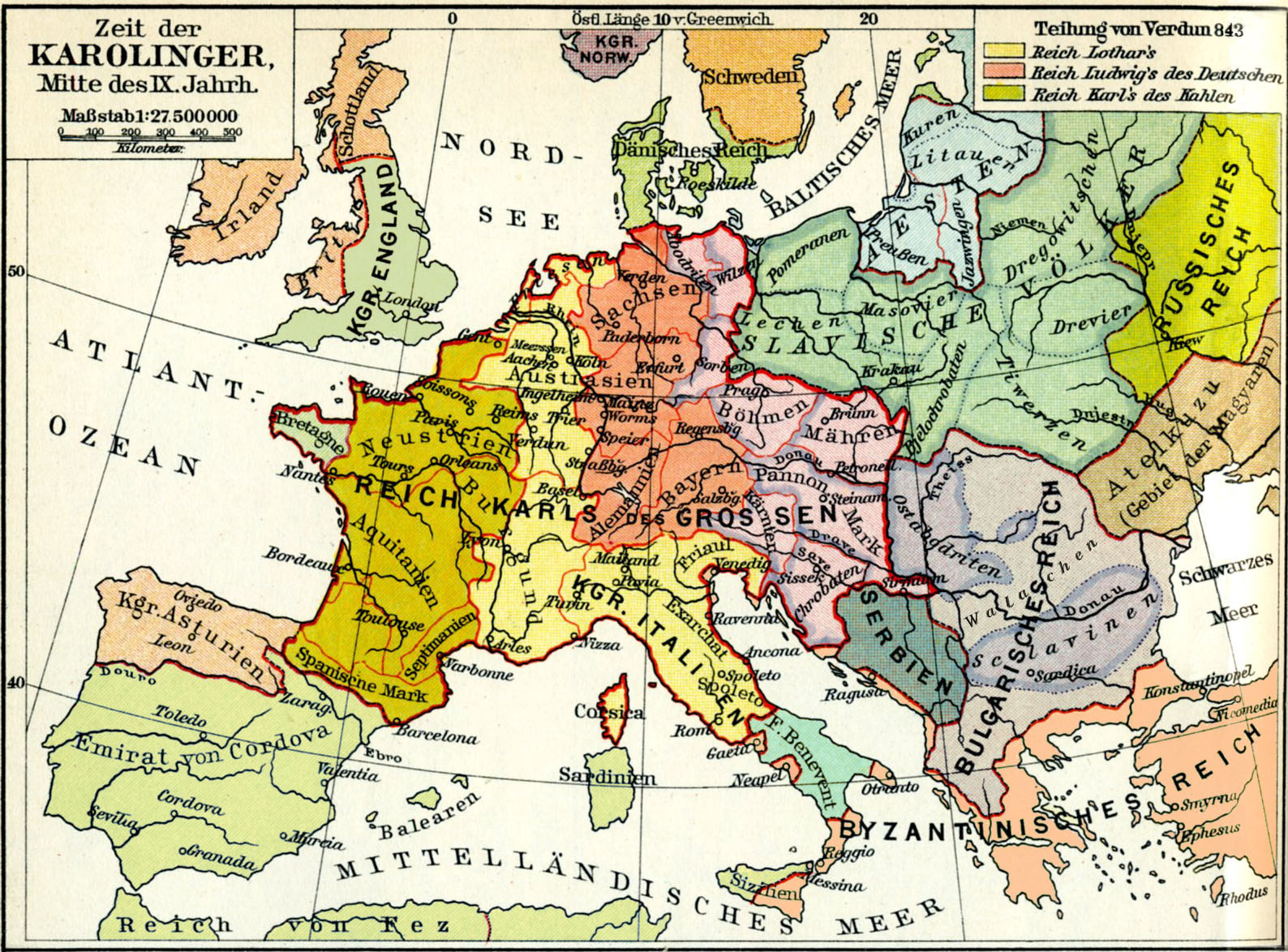
L'« Europe » en 843, au moment du partage de Verdun ; plus d'un demi-millénaire de transition lui a donné un visage nouveau. Les aires culturelles sont durablement installées, l'héritage romain se perpétue dans les deux empires qui se le disputent, le Saint-Empire romain germanique, d'une part, avec une culture latine très présente dans les monastères et l'Église de Rome, et d'autre part, l'Empire romain d'Orient avec une culture grecque très présente dans les églises orientales.

#### Mutations linguistiques dans l'Europe latine

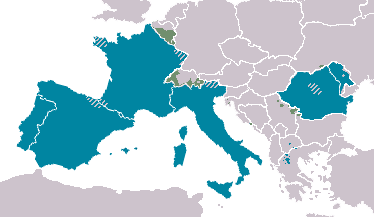
Carte des langues romanes en Europe directement héritées du latin.

Alors que le latin de l'époque classique est perpétué comme langue liturgique et d'écriture par l'Église de Rome, le latin vulgaire évolue en plusieurs langues dans l'espace romanisé. Certaines comme le roman de Pannonie disparaissent, d'autres comme le roman oriental subsistent. Dans l'espace gallique s'amorce la séparation entre la langue d'oc, évolution du gallo-roman, et la langue d'oïl, partiellement germanisée par les Francs. C'est pourquoi le provençal est sémiologiquement plus proche du catalan que de l'ancien français parlé dans la partie nord de la France contemporaine.
Ces évolutions linguistiques s'accompagnent de doubles identités pour les héritiers de l'Empire romain : à l'ouest les rois mérovingiens, épris de culture latine par l'enseignement de leurs précepteurs mais conscients de leur origine franque, adoptent une coiffe à cheveux longs en laissant pousser une moustache abondante, tout en s'inventant une origine légendaire remontant à Priam et aux hauts faits de la guerre de Troie ; à l'est, l'Empire romain d'Orient mêle culture latine, culture grecque et christianisme oriental en une synthèse dite « byzantine ».